# Jean Renoult
Jean Renoult est un maître écrivain français actif à Paris dans la seconde moitié du XVIe siècle.

## Biographie
Né vers 1540, il reçut le 22 avril 1571 des lettres patentes pour imprimer quarante à cinquante sortes d'écritures tans de son invention qu'autrement.... On ne connaît cependant de lui aucun recueil d'exemples gravés. Il ne fit pas partie de la Communauté des maîtres écrivains de Paris.
Il fut secrétaire ordinaire de la Chambre du roi Henri III et unique écrivain de sa Majesté et de ses bibliothèques. D'après Mediavilla, il reçut ce titre en 1570 au décès de Pierre Hamon, et le tint jusqu'à sa mort en 1590, étant remplacé par Jean de Beaugrand.
Il fut aussi calligraphe de l'Ordre du Saint-Esprit ; on connaît deux quittances de paiement dates 1586 pour des travaux faits pour cet ordre.

## Œuvres manuscrites
Ont été identifiés :
- Advertissement pour bien et fructueusement gagner les stations, et pardons qui sont à sept églises de Rome, octroyées aux sept que la Reyne mère du Roy a nommées pour la Ville de Paris, à N. S. Père Grégoire XIII, cette année 1584. Manuscrit sur vélin, 8°, à l'imitation des caractères romain et italique, avec deux miniatures en couleurs et en or, et encadrements de filets dorés à chaque feuillet[3].
- Tablettes enrichies d'or et enluminées de plusieurs figures de batailles et rencontres, écrites par Jean Renoult sur un texte de Jean Dorat, pour lesquelles les deux reçoivent 600 écus de la part de Henri III, ordonnés le 20 août 1581[4].
- Evangéliaire du Saint-Esprit. Manuscrit calligraphié par Jean Renoult, enluminé par Guillaume Richardière, et relié avec des fers gravés par Philippe Danfrie[5]. De ce manuscrit seul le frontispice est conservé[6].
- John Leslie. Oratio. Manuscrit latin suivi de sa traduction française, dédié à Henri III, écrit par Jean Renoult[7].